# Gualeguaychú (Entre Ríos)
Gualeguaychú is een plaats in het Argentijnse bestuurlijke gebied Gualeguaychú in de provincie Entre Ríos. De plaats telt 76.220 inwoners.
Deze plaats in het noorden van Argentinië is jaarlijks het schouwspel van het grootste en meest uitbundige Argentijnse carnaval. Vanaf het eerste weekend van februari wordt vijf weekenden lang het speciaal hiervoor gebouwde station in gebruik genomen. Tienduizenden mensen (vooral Argentijnen) reizen af naar deze plaats om zich te beschenken en plezier te maken.
De plaats is sinds 1957 de zetel van het rooms-katholieke bisdom Gualeguaychú.

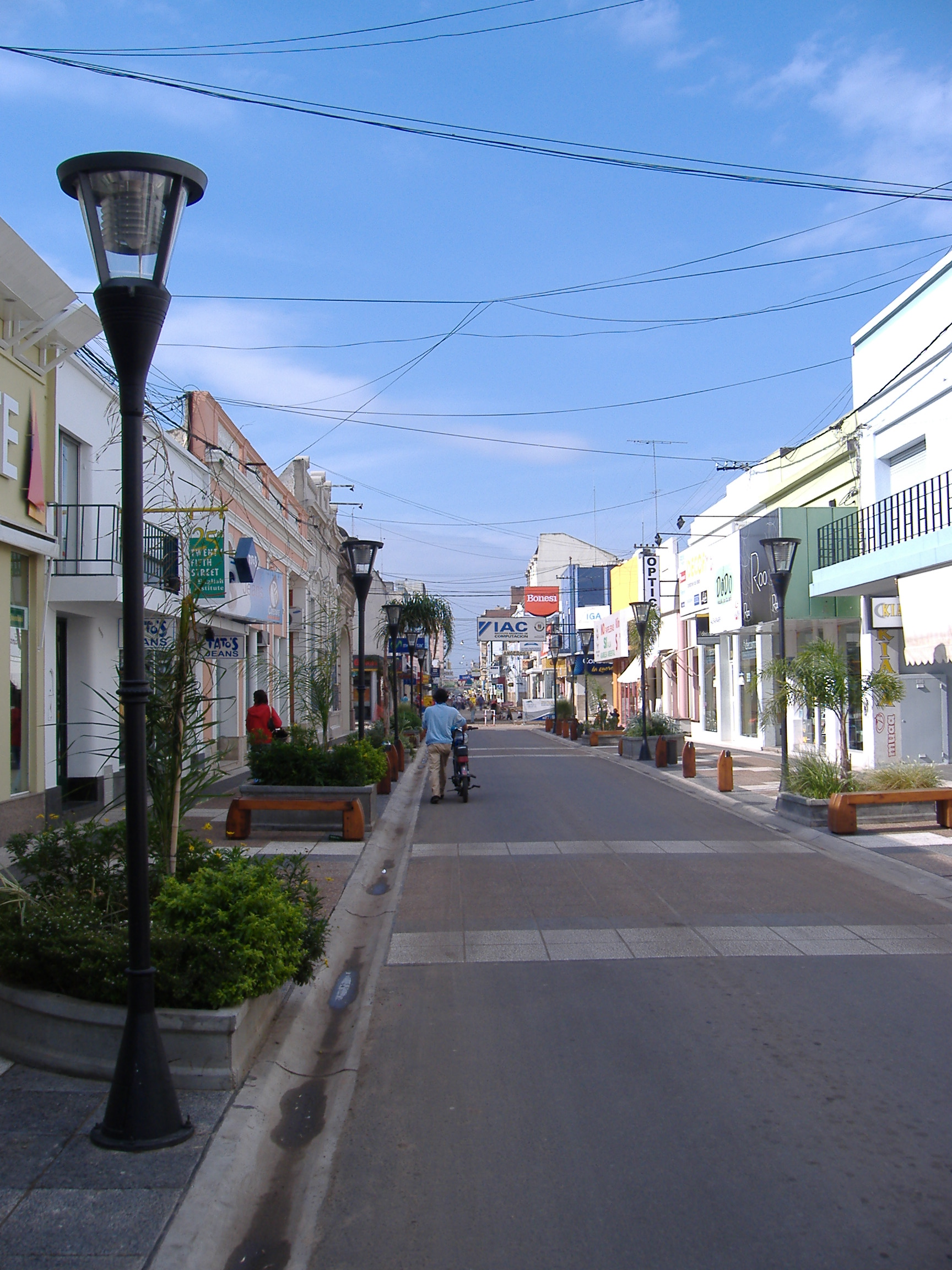
Straatbeeld